# Hōjō Ujimori
Hōjō Ujimori (北条 氏盛?; 1577 – 30 giugno 1608) è stato un daimyō giapponese appartenente al clan Hōjō durante il periodo Edo.
Figlio di una figlia di Hōjō Tsunashige, Ujimori fu adottato da Hōjō Ujinori per continuare la linea del Hōjō durante il periodo Edo e dopo la disfatta di Odawara. Andò in esilio con il padre sul monte Kōya ma successivamente gli venne concesso da Toyotomi Hideyoshi uno stipendio di 4.000 koku partecipando anche alle invasioni giapponesi della Corea (1592-1598). Quando Ujinori morì, a Ujimori venne affidato il feudo di Sayama (Kawachi) del valore di 11.000 koku. Durante la battaglia di Sekigahara, Ujimori si unì alle forze Tokugawa sotto il comando di Nishio Yoshitsugu. Morì nel 1608 e i suoi discendenti restarono a Sayama fino alla restaurazione Meiji.